# サンドイッチ化合物

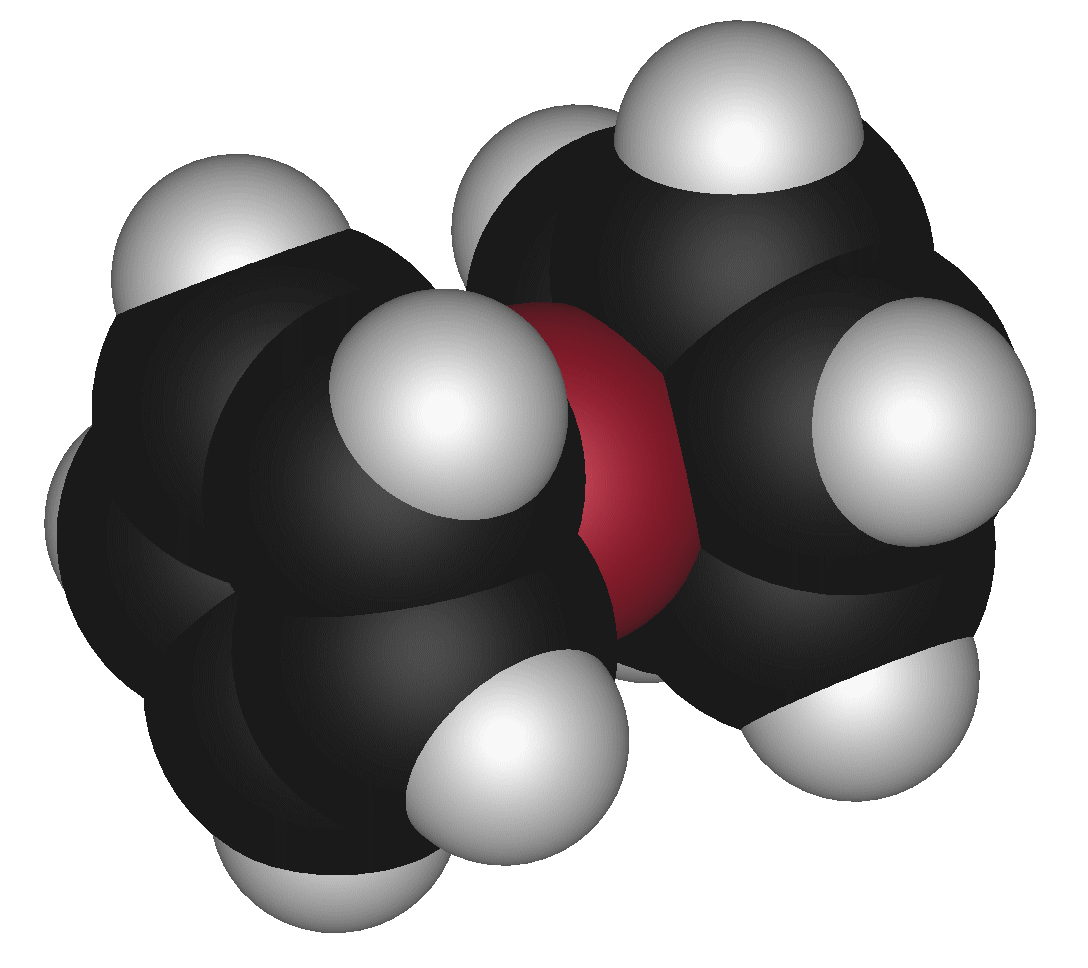
典型的なサンドイッチ化合物の例、フェロセンの空間充填モデル。

サンドイッチ化合物 (Sandwich compound) とは、有機金属化学において、金属原子が2つのアレーンによってサンドイッチされた化合物のことである。
サンドイッチ化合物という用語は、J. D. Dunitz, L. E. Orgel, R. A. Rich らがX線回折によってフェロセンの構造決定を行った1950年代半ばに、有機金属化合物の命名法で提唱された。フェロセンの構造は数年前にロバート・バーンズ・ウッドワードによって提案されていた。特に興味深いのは、フェロセンの立体配座異性が、鉄原子が2つの平行なシクロペンタジエニル環にサンドイッチされた構造であると説明されたことである。結果として、X線回折の有用性が示され、有機金属化学の成長が加速された。

## サンドイッチ化合物の種類
最も知られているのはメタロセン、すなわちビス(シクロペンタジエニル)金属錯体M(C5H5)2 (M = Cr, Fe, Co, Ni, Zr, Ti, V, Mo, W, Zn)である。
- 混合シクロペンタジエニル錯体：M(C5H5)(CnHn)。例：Ti(C5H5)(C7H7)
- ビス(ベンゼン)錯体：M(C6H6)2。ビス(ベンゼン)クロムが最もよく知られる。
- ビス(シクロオクタテトラエニル)錯体：U(C8H8)2。トリウム(Th)の誘導体も知られる。

サンドイッチ化合物としては、Fe(C5Me5)(P5)と[(P5)2Ti]2-のような無機配位子を含むものも知られる。

## ハーフサンドイッチ化合物

### 単核金属ハーフサンドイッチ化合物

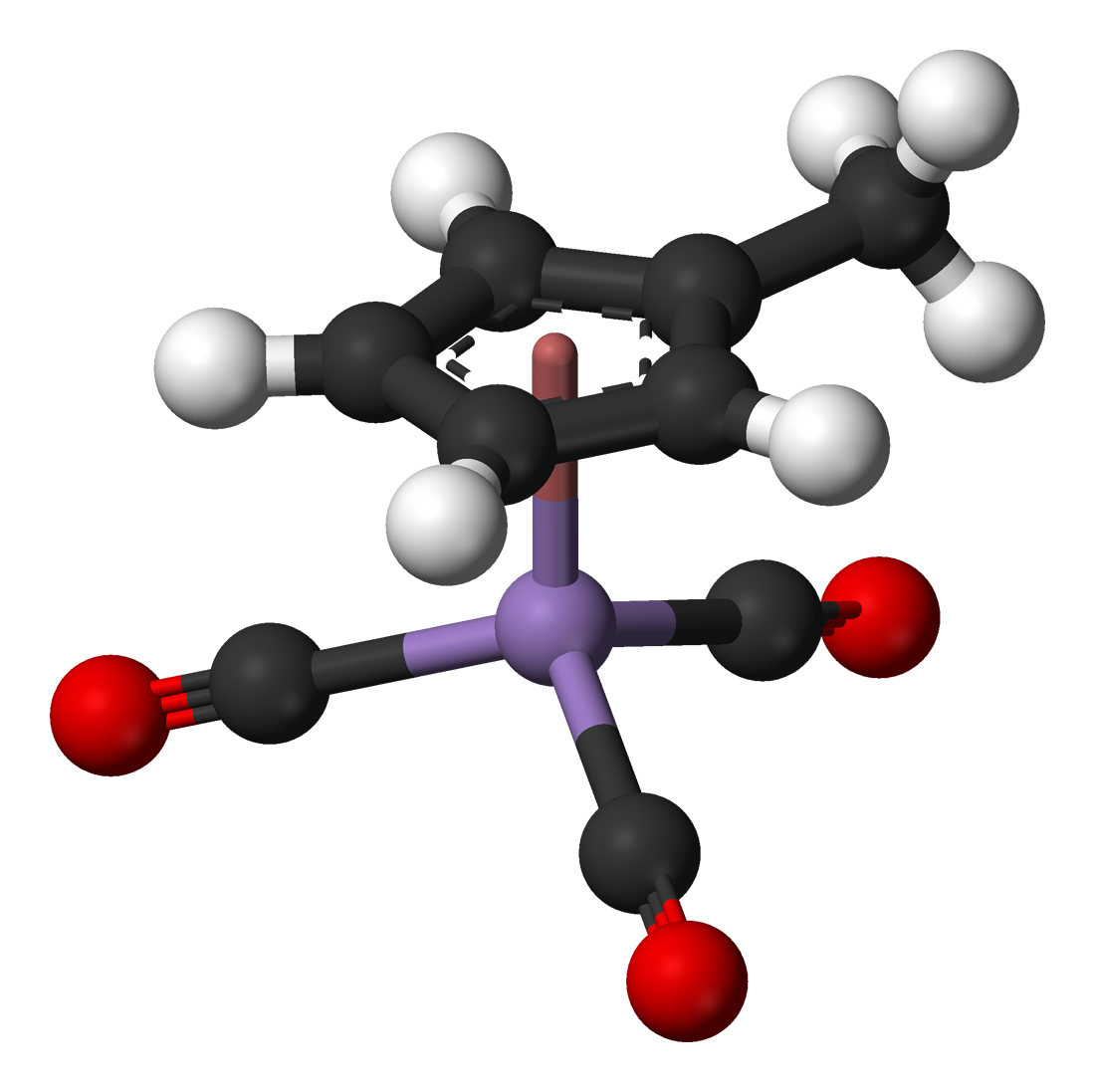
"ピアノ椅子"化合物、メチルシクロペンタジエニルマンガントリカルボニルの球棒モデル

上記の化合物の種類のどれかの環の片方が置換しただけで"ハーフサンドイッチ"化合物という大きな一群ができる。最も有名な例は、おそらくメチルシクロペンタジエニルマンガントリカルボニル(CH3C5H4)Mn(CO)3であろう。
この化学種は、時々"ピアノ椅子"化合物と紹介され、"ピアノ椅子"の炭化水素の"シート"に3つの二原子配位子が付加した構造をしている。
ピアノ椅子化合物は、メタロセン化合物の平面有機配位子のうち一つが置換したものも含む。この名称は、ベンゼンまたはシクロペンタジエンのような平面有機化合物がシート、COまたはアリルのような配位子を脚と見なすと、椅子のような構造に類似していることによる。以下がロジウムピアノ椅子の例である。

### 二核金属ハーフサンドイッチ化合物
シクロペンタジエニル鉄ジカルボニルダイマーとシクロペンタジエニルモリブデントリカルボニルダイマーのような化合物はハーフサンドイッチ化合物の特別なケースである。関連した化合物に[Ru(C6H6)Cl2]2がある。

### 多核金属サンドイッチ化合物
下に表す化合物は、4つのパラジウム原子が2つペリレンユニットのサンドイッチに結合している。対イオンはテトラアリールホウ酸アニオンである。